# Djaatala
Pour plus de détails, voir Fiche technique et Distribution.
Djaatala ou Djaatala, preneur d'ombres est un film ivoirien réalisé en 2002 par Dorris Haron Kasco.

## Synopsis
Biographie du photographe August Azaglo.

## Fiche technique
- Titre original : Djaatala
- Réalisation : Dorris Haron Kasco
- Son : Kenneth Baba
- Société(s) de production : Ciella Productions
- Pays d’origine :  Côte d'Ivoire
- Langue originale : français
- Format : couleur
- Genre : Film documentaire
- Durée : 52 minutes
- Dates de sortie :
  - France : 14 novembre 2002

## Distinctions
- 2002 Festival international du film d'Amiens : Prix Planète Mention[3],[4]